# Journal of Liquid Chromatography & Related Technologies
Journal of Liquid Chromatography & Related Technologies è una rivista accademica che si occupa di cromatografia liquida pubblicata con questo titolo dal 1996. Dal 1978, anno di fondazione, fino al 1996 la rivista si chiamava Journal of Liquid Chromatography (J. Liq. Chrom., ISSN 0148-3919).